# Metaeuchromius euzonella
Metaeuchromius euzonella là một loài bướm đêm trong họ Crambidae.